# Центр (Кишинів)
Центр (рум. Centru) — район міста Кишинева. Займає центрально-західну частину міста. Населення — 94800 осіб (2013).
До району належить місто Кодру.

## Історія
Протягом XV—XVII ст. цими землями послідовно володіли: Влайку — піркелаб (адміністратор) Хотинського та Оргіївського повітів (1466), Дрегуш (1576), Ходор, Крецу і Рошка (1608—1616), Кіріце Думітракі (1640). Окремі частини входили у володіння монастирів Молдовіца, Галата, Сфинт Вінер. Згодом весь Кишинів перейшов в монастирську власність. У документах початку XIX століття згадуються старовинні назви тутешніх місць: Друмул Кепріеней, Дялул Тіргулуй, Галбена, Шляхул Тігин, Шляхул Ренілор. Після російського загарбання Бессарабії Кишинів виходить з монастирських володінь і набуває статусу міста (1818). Після цього на місці сільськогосподарських угідь і пасовищ з'являються міські квартали майбутнього сектора Центру. Тоді були зарезервовані ділянки землі для міського парку, скверу Кафедрального собору, центрального ринку. Згідно з актом від 25 квітня 1813 року, монастир Галата виділив Кишиневу ділянку для зведення Митрополії та Духовної семінарії. У міському парку, спорудженому в 1818 році були відкриті перші розважальні заклади — казино і «Зелений трактир» («Hanul verde»). У 1836 році закінчилося будівництво Кафедрального собору.
Поміщики Бартоломеу, Харламбіе, Мінко зводять перші великі особняки на вулицях Золота (пізніше — Хараламбіе, Стефана Великого, зараз — Александру чел Бун), Каушанській (пізніше — Миколаївська, Фрунзе, зараз — Колумна) та інші. Після 1834 роки будівництво центру Кишинева здійснювалося за планом, затвердженим царською адміністрацією. У 1860-70-х рр. мостяться головні вулиці міста, на деяких з них з'являється гасове освітлення. Була побудована водонапірна вежа, введений в експлуатацію перший водопровід. До кінця XIX століття з'являється конка, замінена в 1913 році трамваєм на електричній тязі. У 1928 році на місці зруйнованого в 1918 році пам'ятника російському імператору Олександру II за проектом скульптора А. М. Племедяле біля головного входу в міський парк встановлений пам'ятник Штефану чел Маре.
У 1951 році закладено парк навколо штучно виритого Комсомольського озера (нині Валя Морілор). У 1957 році відбулося урочисте відкриття Алеї Класиків молдовської літератури. Були відкриті: Національний Палац — в 1974 році, Органний Зал — 15 вересень 1978, нове приміщення Театру Опери та Балету — в 1980 році.

## Вулиці
Головні магістралі сектора:
- Штефан чел Маре
- Александр Пушкін
- Константин Негруцці
- митрополит Дософтей
- Варлаам
- Колумна
- Букурешть
- Міхай Когелнічану
- Алексей Матеєвич
- Влайку-Пиркелаб
- Міхай Емінеску
- Васіле Александрі
- Тігіна
- Ізмаїл